# Petit
Petit är en måttenhet på tryckbokstävers storlek som används inom typografin och är 8 punkter som motsvarar 3 mm.